# Piazza della Minerva
Piazza della Minerva è una piazza del centro storico di Roma, nel rione Pigna, situata in prossimità del Pantheon.

## Descrizione
Il nome della piazza deriva dall'originaria esistenza in questo luogo di un tempio fatto erigere da Gneo Pompeo Magno e dedicato appunto a Minerva Calcidica, la cui statua cultuale si trova ora in Vaticano.

### La basilica
La basilica di Santa Maria sopra Minerva, baricentro dell'intera piazza, era già citata nell'VIII secolo dall'Anonimo di Einsiedeln col nome di (ecclesia) "S. Mariae in Minervio". 
A destra della facciata sono murate varie lapidi che commemorano l'altezza raggiunta dalle alluvioni del Tevere tra il 1422 e il 1598: la zona è infatti tra le più basse di Roma, e una volta che il fiume aveva straripato ci voleva un bel po' di tempo perché si asciugasse.

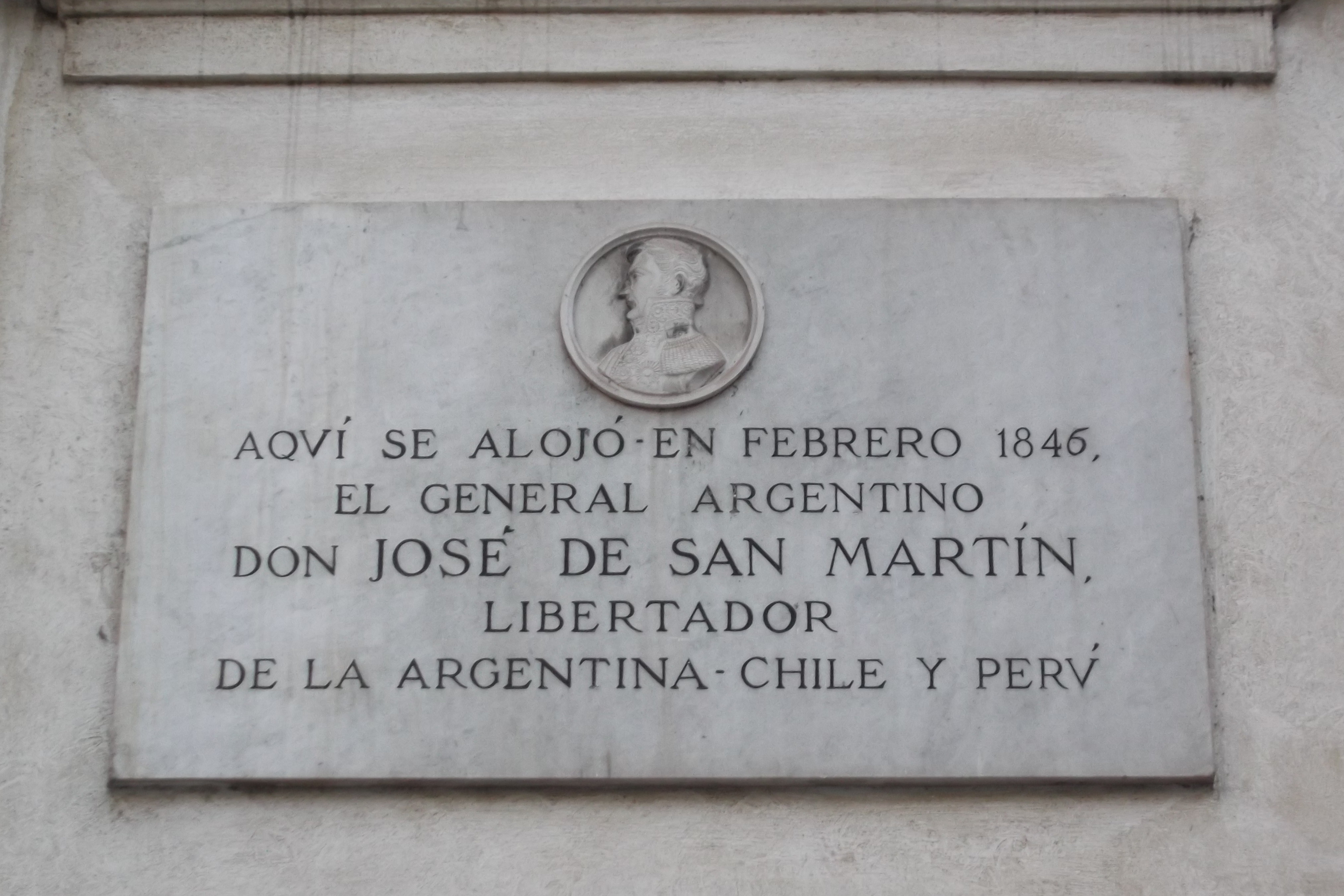
Targa in ricordo della presenza di José de San Martín, si trova sulla facciata esterna che dà sulla piazza del "Grand Hotel de la Minerve".

Un vasto convento, la casa "professa" sorta accanto alla chiesa, divenne sede dei Domenicani fra il 1266 e il 1275. Essa si estese nel tempo - ai due lati del chiostro (peraltro oggi largamente rifatto) - fino a via del Seminario e a San Macuto, nello spazio anticamente occupato da tre templi romani: oltre al citato Minervium, l’Iseum dedicato a Iside, e il Serapeum dedicato a Serapide. 

### Palazzo della Minerva
L'edificio con accesso sulla piazza, costruito dal cardinale Vincenzo Giustiniani per l'Ospizio Generalizio dell’Ordine dei Frati Predicatori, dopo essere stato adibito in due occasioni (1801-1814 e 1849-1867) ad alloggiamento delle truppe francesi, fu destinato da Pio IX a sede del pontificio collegio pio latino-americano (dal 1858 al 1867). Indi fu espropriato dallo Stato unitario nel 1870. 
Inizialmente occupato dal Ministero delle finanze, nel 1873 divenne sede del Ministero della Pubblica Istruzione: le decisioni più significative della politica scolastica e culturale del Regno d'Italia furono assunte da ministri che, come Michele Coppino, Benedetto Croce e Giovanni Gentile, sedettero in quelle stanze, alle quali la popolazione scolastica rivolgeva la proprie istanze o doglianze.
Il Ministero della Pubblica Istruzione «ne occupò i locali fino alla seconda metà degli anni venti, quando tale Dicastero fu trasferito in Viale del Re (oggi Viale Trastevere)». Indi l'edificio passò alla Presidenza del Consiglio ed ai suoi ministeri senza portafoglio, oltre ad essere anche adibito a sede prima del Ministero della marina mercantile e poi del Ministero della ricerca scientifica. Vi si trova, oggi, la Biblioteca del Senato, dedicata a Giovanni Spadolini che volle l'attuale destinazione.

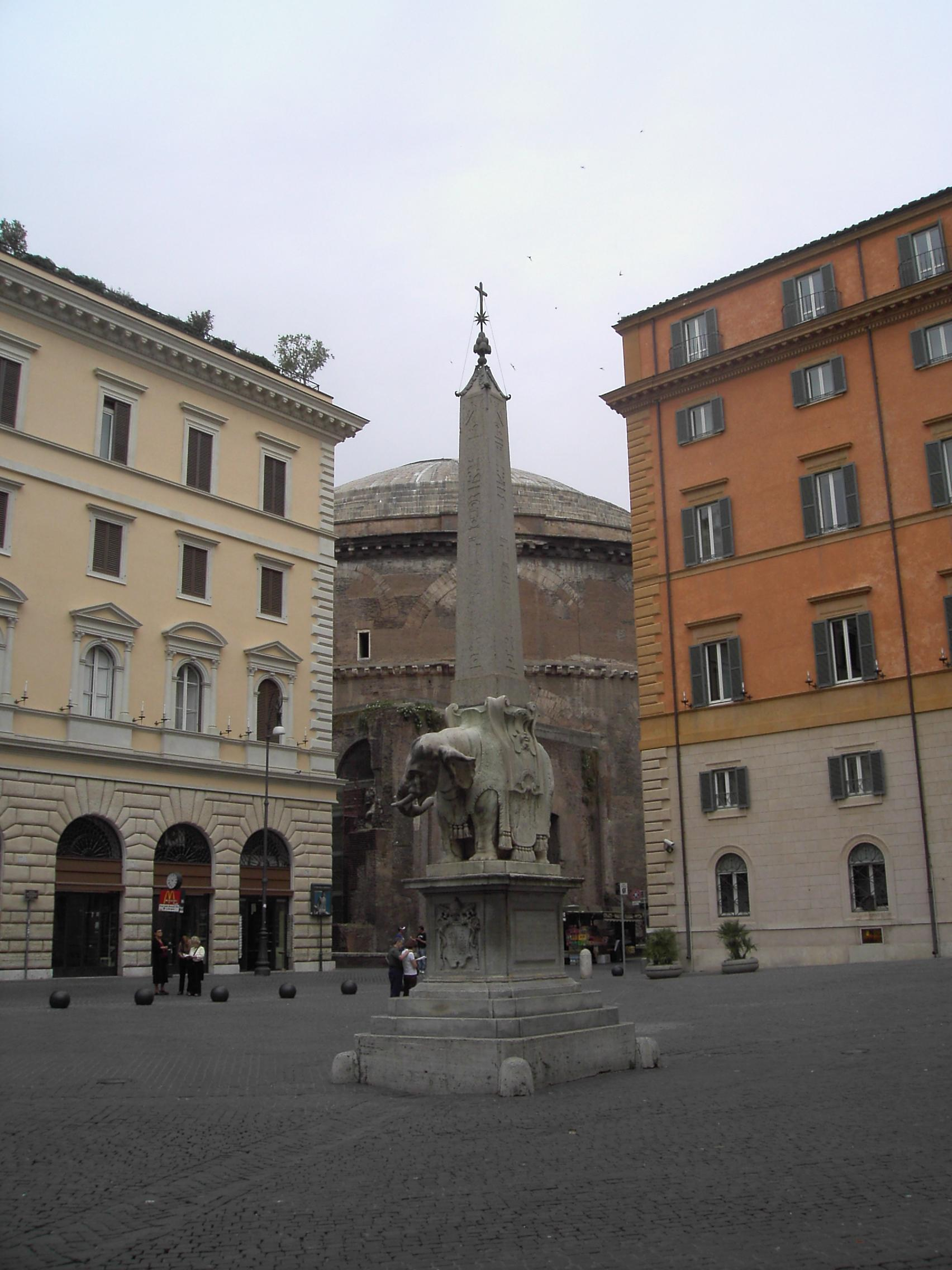
Piazza della Minerva verso il Pantheon, oggi

### L'obelisco
Al centro della piazza, sta dal 1667 l'obelisco della Minerva posizionato sulla groppa di un piccolo elefante marmoreo scolpito dal Bernini che volta le spalle al convento dell'Inquisizione. L'obelisco, proveniente dall'Iseum, fu riportato alla luce durante degli scavi effettuati nel chiostro. L'elefante è noto come "il pulcin della Minerva", ma il nome è una derivazione di "porcino" nel senso di "maiale", giacché la fantasia del popolo romano, poco ispirata dagli elefanti, ne aveva fatto già dall'inizio un maiale.

### Palazzo Fonseca
A destra della chiesa sta il settecentesco Palazzo Fonseca, sede dal 1832 di uno degli alberghi storici di Roma, il Minerva, che ebbe ospiti famosi come, tra gli altri, Stendhal e José de San Martín, ricordati da apposite lapidi sulla facciata.

### Palazzo Severoli
Di fronte alla chiesa si trova palazzo Severoli, sede della Pontificia Accademia Ecclesiastica (già Accademia dei nobili ecclesiastici). Il palazzo è di origine cinquecentesca ma completamente rifatto nel 1878. È sede della scuola diplomatica della Santa Sede, nella quale si preparano i futuri legati pontifici.